# Katherine Waterston

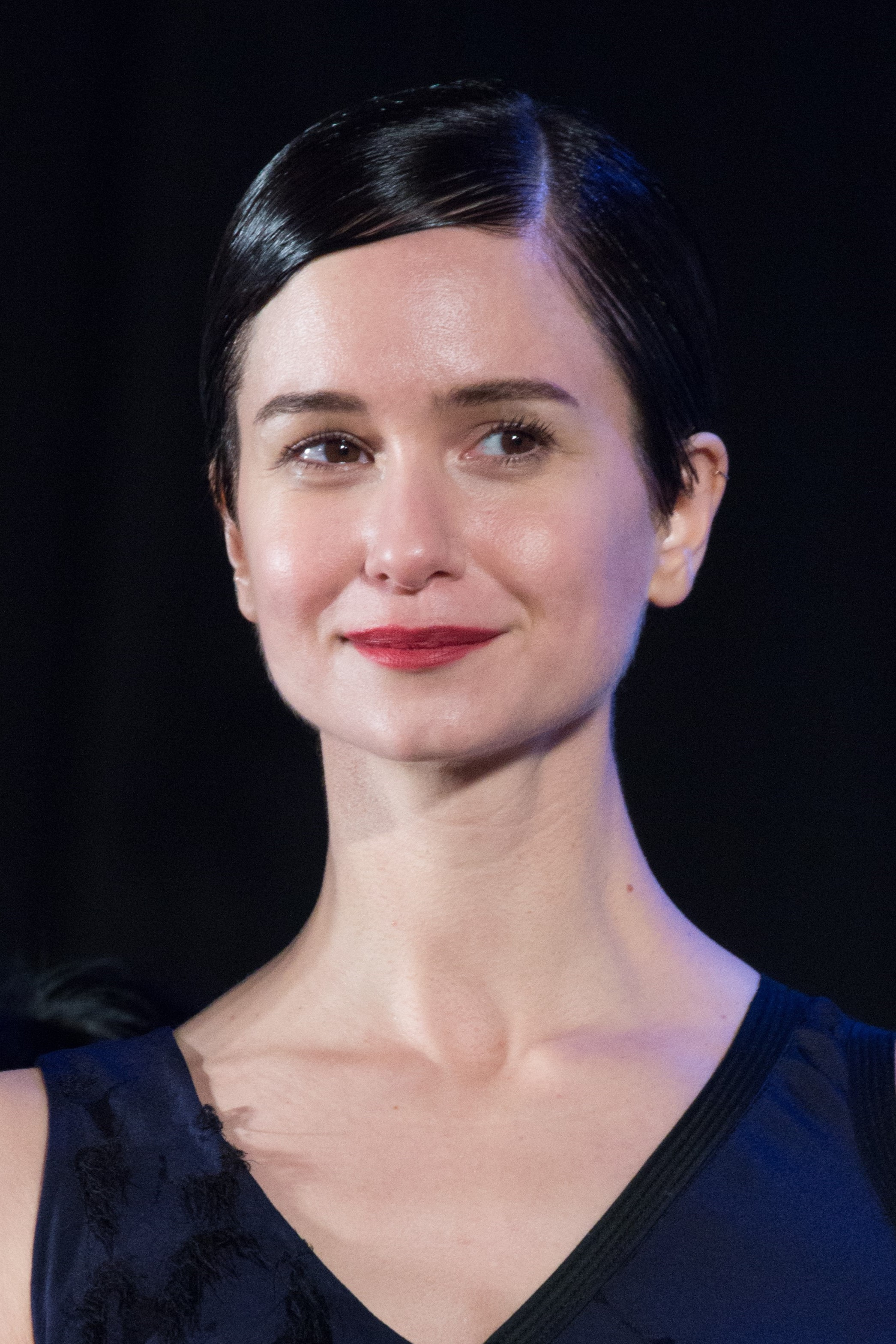
Katherine Waterston (2016)

Katherine Boyer Waterston (* 3. März 1980 in London) ist eine britisch-US-amerikanische Schauspielerin.

## Leben und Karriere
Waterston wurde als Tochter von Lynn Louisa (geborene Woodruff) und des Schauspielers Sam Waterston in London geboren, wo ihre Eltern zu dieser Zeit arbeiteten. Ihre Schwester Elisabeth Waterston und ihr Halbbruder James Waterston sind ebenfalls Schauspieler und ihr Bruder Graham Waterston ist Regisseur. Sie wuchs überwiegend im US-Bundesstaat Connecticut auf. Später studierte sie Schauspiel an der New York University und schloss ihre Ausbildung mit einem Bachelor of Fine Arts ab.
Ab Mitte der 2000er-Jahre übernahm Waterston erste Rollen in Film- und Fernsehproduktionen. 2007 spielte sie eine kleine Nebenrolle in Tony Gilroys Michael Clayton, welches gleichzeitig ihr Kinodebüt darstellte. Es folgten regelmäßig weitere Auftritte als Nebendarstellerin in verschiedenen Filmproduktionen, ehe sie in der Filmbiografie Steve Jobs (2015) erstmals eine größere Rolle übernehmen konnte. 2016 spielte sie in dem Harry-Potter-Prequel Phantastische Tierwesen und wo sie zu finden sind die Porpentina Goldstein, welches ihre erste große Hauptrolle darstellte. Die Rolle der Zauberin übernahm sie abermals in dessen Fortsetzung Phantastische Tierwesen: Grindelwalds Verbrechen (2018). 2017 übernahm sie zudem die Hauptrolle der Daniels in Ridley Scotts Science-Fiction-Film Alien: Covenant.
Waterston lebte sechs Jahre lang in einer Beziehung mit dem Dramatiker und Regisseur Adam Rapp. 2019 wurde ihr Sohn geboren.

## Filmografie (Auswahl)
- 2004: Americana (Fernsehfilm)
- 2006: Orchids (Kurzfilm)
- 2007: Michael Clayton

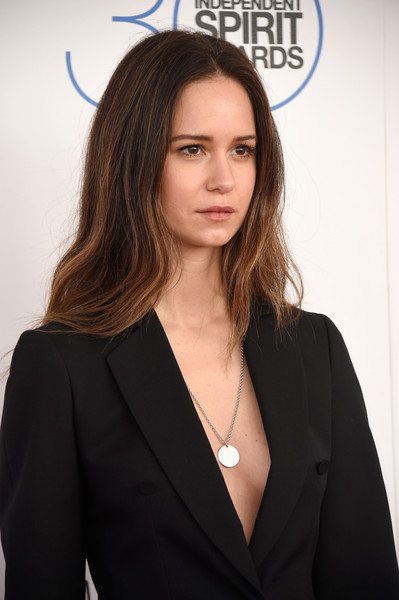
Waterston bei den Independent Spirit Awards 2015

- 2007: The Babysitters: Für Taschengeld mache ich alles (The Babysitters)
- 2008: Good Dick
- 2009: Taking Woodstock
- 2011: Eat (Kurzfilm)
- 2011: Almost in Love
- 2011: Enter Nowhere
- 2012: Robot & Frank
- 2012: Being Flynn
- 2012: The Letter
- 2012: Ástarsaga (Kurzfilm)
- 2012: The Factory
- 2012–2013: Boardwalk Empire (Fernsehserie, 5 Episoden)
- 2013: Night Moves
- 2013: Das Verschwinden der Eleanor Rigby (The Disappearance of Eleanor Rigby)
- 2014: Glass Chin
- 2014: Are You Joking?
- 2014: Inherent Vice – Natürliche Mängel (Inherent Vice)
- 2014: Manhattan Romance
- 2015: Sleeping with Other People
- 2015: Queen of Earth
- 2015: Steve Jobs
- 2015: Outlaws (Kurzfilm)
- 2016: Phantastische Tierwesen und wo sie zu finden sind (Fantastic Beasts and Where to Find Them)
- 2017: Alien: Covenant
- 2017: Logan Lucky
- 2017: Edison – Ein Leben voller Licht (The Current War)
- 2018: State Like Sleep
- 2018: Mid90s
- 2018: Phantastische Tierwesen: Grindelwalds Verbrechen (Fantastic Beasts: The Crimes of Grindelwald)
- 2019: Amundsen
- 2020: The World to Come
- 2020: The Third Day (Fernsehserie, 5 Episoden)
- 2022: Phantastische Tierwesen: Dumbledores Geheimnisse (Fantastic Beasts: The Secrets of Dumbledore)
- 2022: Babylon – Rausch der Ekstase (Babylon)
- 2023: Perry Mason (Fernsehserie, 6 Episoden)
- 2023: Asphalt City
- 2023: The End We Start From
- 2024: Afraid
- seit 2024: The Agency (Fernsehserie)
- 2025: Park Avenue
- 2025: Fear Street: Prom Queen

## Theater (Auswahl)
- 2008: Kindness (Peter Jay Sharp Theater)
- 2010: Bachelorette (McGinn-Cazale Theatre)
- 2011: Dreams of Flying Dreams of Falling (East 13th Street/CSC Theatre)
- 2011: The Cherry Orchard (East 13th Street/CSC Theatre)

## Auszeichnungen
British Independent Film Award
- 2023: Nominierung für die Beste Supporting Performance (The End We Start From)